# Olympische Jugend-Sommerspiele 2010/Teilnehmer (Pakistan)
| Gelbes Symbol für Goldmedaillen mit stilisierten Olympischen Ringen | Graues Symbol für Silbermedaillen mit stilisierten Olympischen Ringen | Braundes Symbol für Bronzemedaillen mit stilisierten Olympischen Ringen |
| ------------------------------------------------------------------- | --------------------------------------------------------------------- | ----------------------------------------------------------------------- |
| —                                                                   | 1                                                                     | —                                                                       |

Pakistan nahm an den Olympischen Jugend-Sommerspiele 2010 in Singapur  teil. Es war die erste Teilnahme an Olympischen Jugend-Sommerspielen.

## Medaillengewinner
Mit einer gewonnenen Silbermedaille belegte das pakistanische Team Platz 75 im Medaillenspiegel.

### Silber
- Hockey: Mazhar Abbas, Ahmed Zubair, Muhammad Sultan Amir, Muhammad Umair, Ali Shan, Muhammad Usman Aslam, Muhammad Adnan, Muhammad Rizwan, Muhammad Sohaib, Syed Kashif Shah, Muhammad Arslan Qadir, Ali Hassan Faraz, Muhammad Amir Ashiq, Muhammad Suleman, Adnan Shakoor und Muhammad Irfan

## Teilnehmer nach Sportarten

### Gewichtheben
Jungs 85 kg
- Irfan Butt 9. Platz

### Hockey
Platzierung: 2. Platz 
Kader:
- Mazhar Abbas
- Ahmed Zubair
- Muhammad Sultan Amir
- Muhammad Umair
- Ali Shan
- Muhammad Usman Aslam
- Muhammad Adnan
- Muhammad Rizwan
- Muhammad Sohaib
- Syed Kashif Shah (C)
- Muhammad Arslan Qadir
- Ali Hassan Faraz
- Muhammad Amir Ashiq
- Muhammad Suleman
- Adnan Shakoor
- Muhammad Irfan

### Schwimmen
Jungs 100 m Freestyle
- Ghulam Muhammad 51. Platz

### Taekwondo
Mädchen 49 kg
- Maham Aftab 5. Platz